# Haman (Bible)
Pour les articles homonymes, voir Aman.
Ne doit pas être confondu avec Haman (Islam).
Pour l’article ayant un titre homophone, voir Aman.
Haman, parfois écrit Aman (qui s'écrit en hébreu: המן), est un personnage du Livre d'Esther, l'un des livres constituant la Bible. Il est vizir de l'Empire perse sous le règne d'Assuérus (Xerxès Ier). Dans la tradition juive, Haman est perçu comme l'archétype du mal et de l'antisémitisme.

## Récit biblique
Selon le livre d'Esther ou méguila d'Esther, Haman est le fils de Hamedata, descendant d'Agag, un roi amalécite. Dans la traduction du rouleau en araméen, sa généalogie complète est donnée jusqu'à Esaü ben Its'hak. Dans le Talmud babylonien, il est dit que le nom de la mère d'Haman est Amtlai fille d'Orbati. Il apparaît donc comme un ennemi héréditaire du peuple juif[pas clair]. Les événements sont situés à Suse en Perse au Ve siècle av. J.-C.

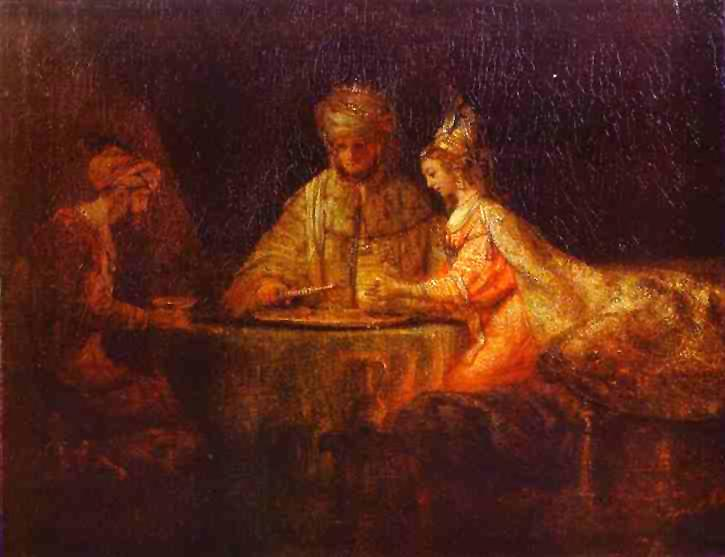
Assuerus, Haman et Esther par Rembrandt (v. 1660). Le tableau montre le moment où la reine Esther dévoile à Assuérus sa judéité et accuse Haman de complot.

Haman, devenu ministre d'Assuérus, prépare le projet de tuer tous les Juifs/Judéens installés dans l'Empire perse[pourquoi ?]. Il fait passer un décret dans tous les Etats du royaume, signé par le roi, pour ordonner l'extermination de la population juive, le 13 Adar. Sur le conseil de Zeresh sa femme, il fait préparer un arbre de cinquante coudées de haut pour y pendre Mardochée.
Le projet est déjoué par la reine Esther et son oncle Mardochée[Comment ?] et se retourne contre Haman et sa famille. Le 16 Nissan, selon la tradition, Haman, son épouse et leurs dix fils sont pendus par les Juifs avec l'aval du roi Assuérus[pourquoi ?][pas clair], à la place de Mardochée et son peuple.

## Kabbale
Le méchant Haman est de descendance patrilinéaire d'Ésaü, de Caïn et incarne donc le mal de l'arbre de la connaissance du bien et du mal.
Dans le discours juif, son surnom de « méchant Haman » voire de « Haman le maudit » a ainsi pris racine.

## Symbolique
Du fait de son lien avec les anciens Amalécites, Haman est connu comme le prototype des ennemis d'Israël d'hier à d'aujourd'hui.
Il est considéré comme le père de l'antisémitisme destructeur qui s'efforce d'anéantir les Juifs en tant que peuple ou en tant que race. La lutte avec Haman est donc celle du peuple d'Israël contre l'Amalek mythologique, qui prend forme et se déploie au fil des générations.

## Traditions de Pourim
Pour commémorer le « coup du sort » favorable aux Juifs lors de cet épisode, la fête de Pourim a été instaurée. Certaines traditions sont apparues pour marquer la joie de la délivrance des Juifs et de la défaite du ministre. Ainsi, le livre d'Esther est lu en public et l'assemblée émet de grands bruits avec une crécelle à chaque fois que le nom d'Haman est mentionné. Souvent festive, déguisée et comique, la fête de Pourim serait une des origines du carnaval de Venise.

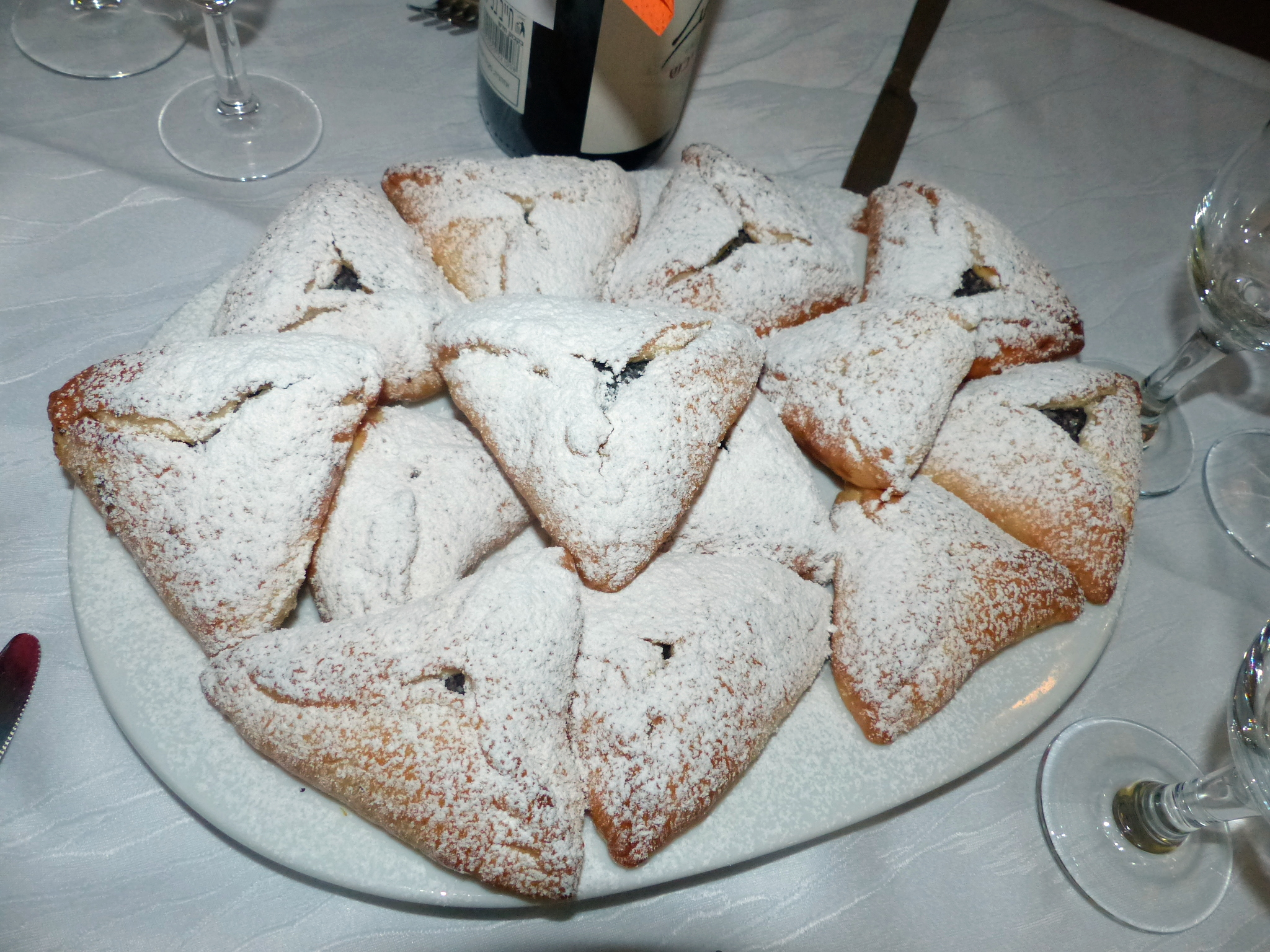
Oreilles d'Haman à Dresde

Certaines pâtisseries comme les oreilles d'Haman sont également traditionnellement mangées en ce jour de fête depuis le XVIe siècle.